# Tynda
Tynda (ros. Тында) – miasto w Rosji, w obwodzie amurskim. Miasto założono w 1917 r., a prawa miejskie od 1975 r. Położone nad rzeką Tynda, ma powierzchnię 124 km² i liczy 40 094 mieszkańców. Przez miasto przechodzi linia kolei bajkalsko-amurskiej, a w okolicach znajduje się lotnisko.

## Galeria

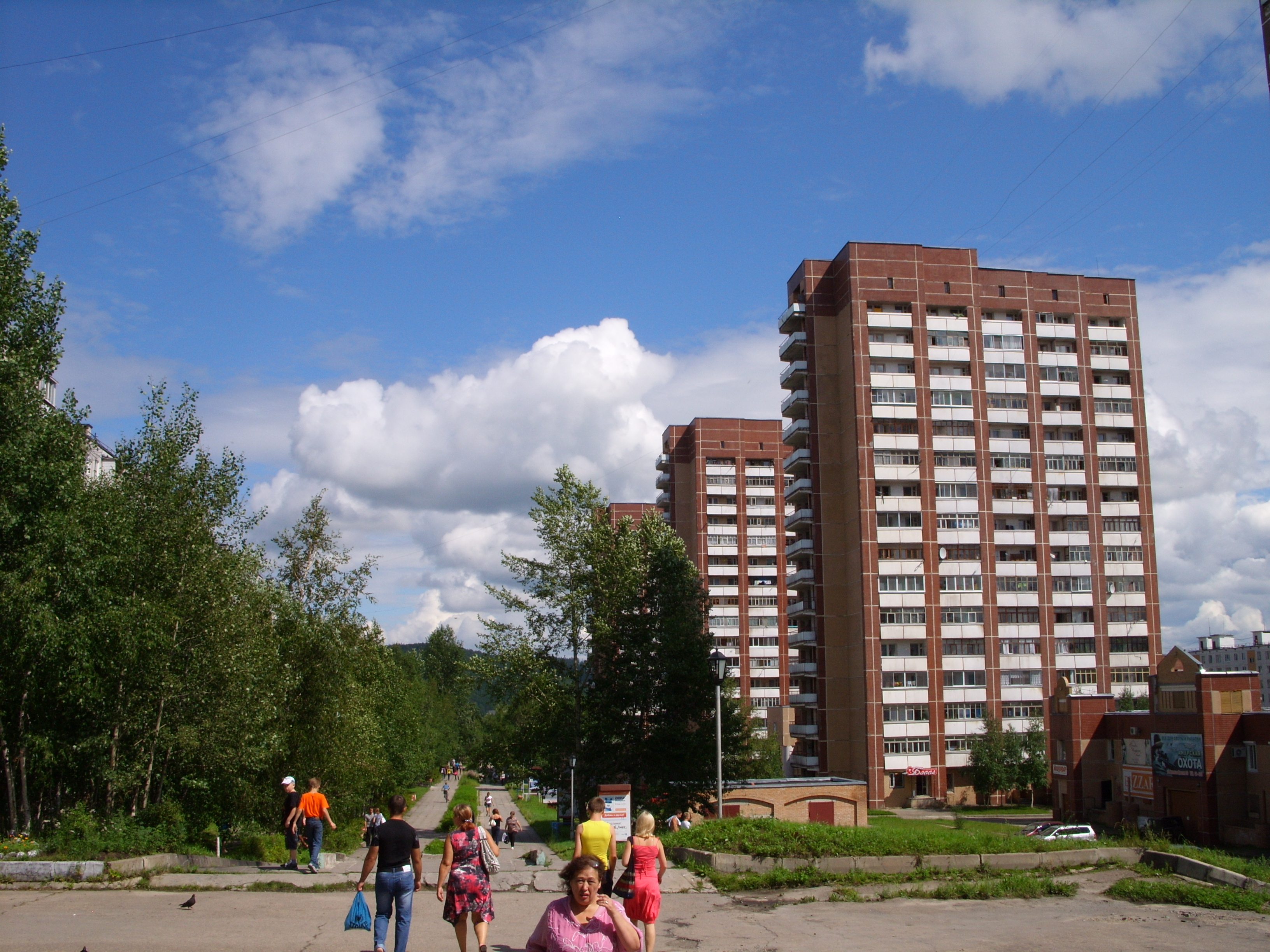
Blokowisko
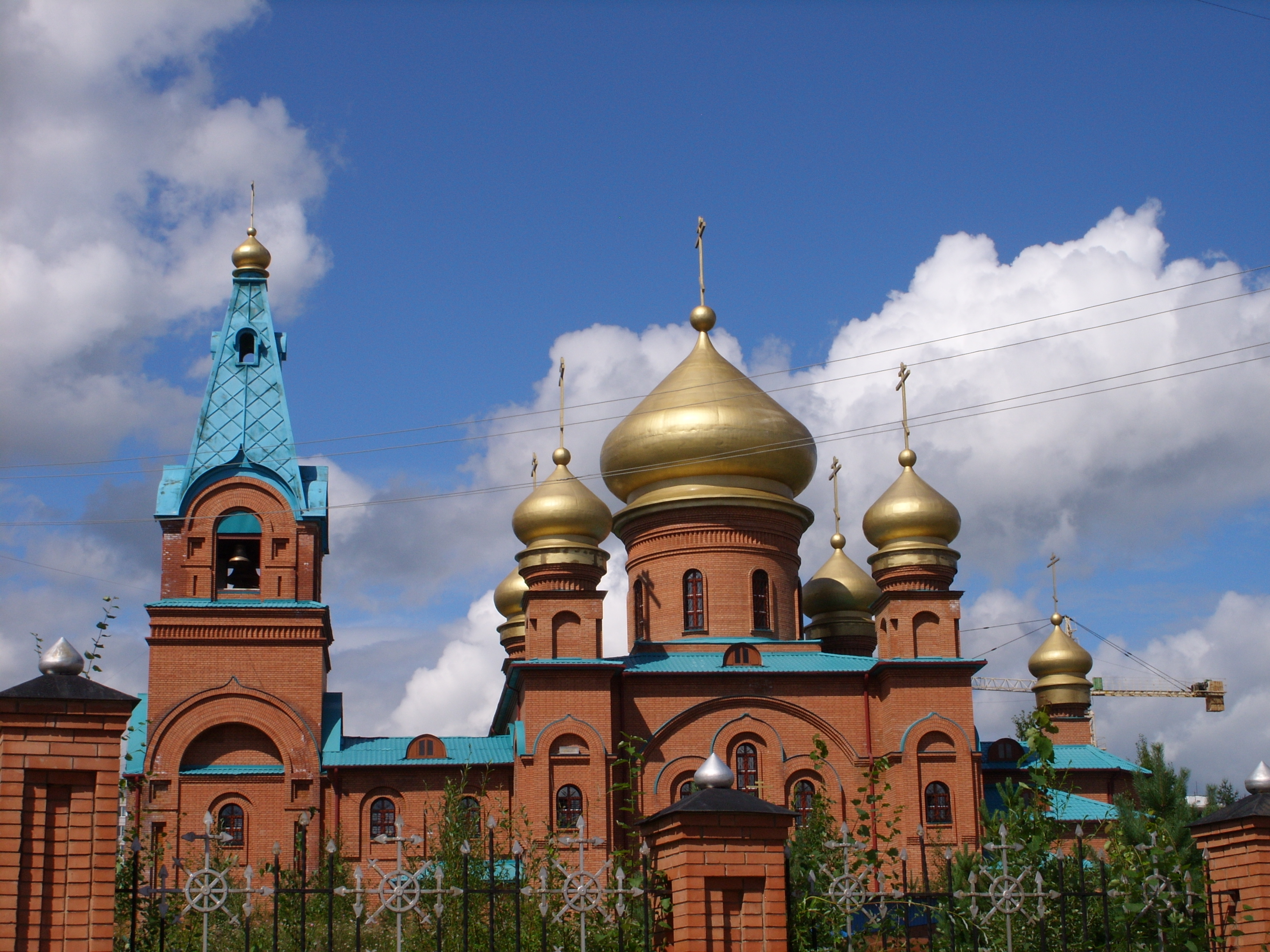
Sobór św. Trójcy
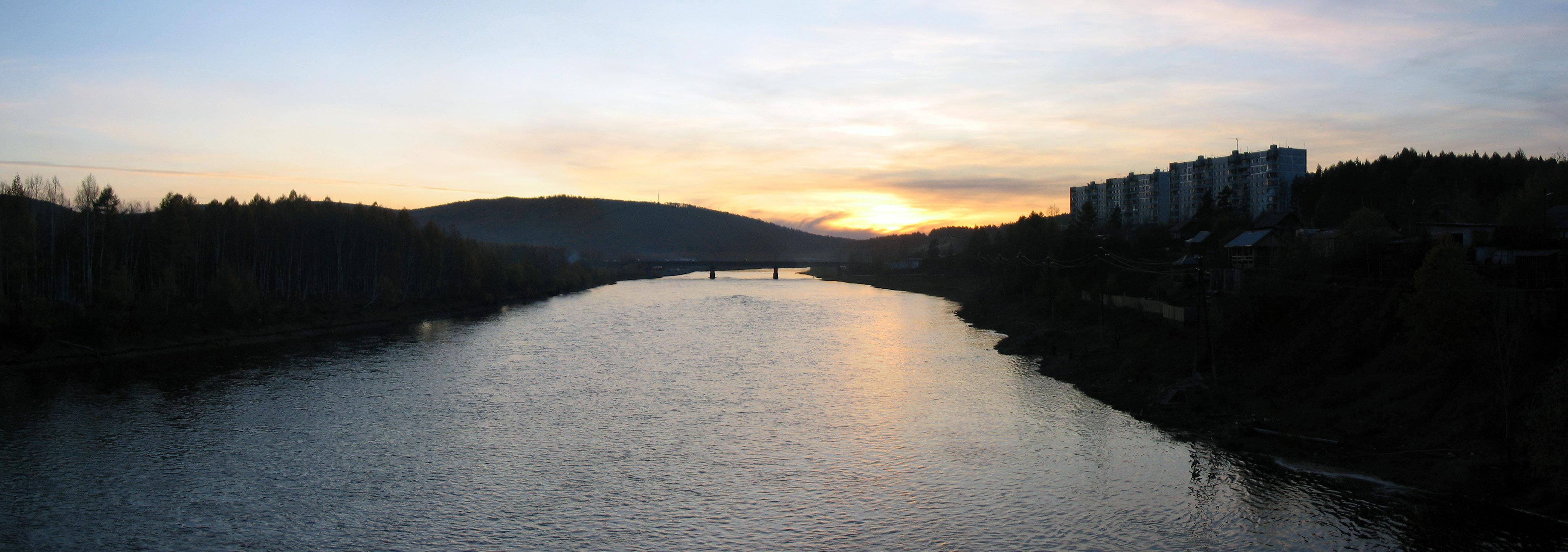
Tynda